# Звонко Лепетић
Звонимир Звонко Лепетић (Беране, 17. новембар 1928 — Загреб, 4. јануар 1991) био је хрватски и југословенски глумац.

## Биографија
Рођен је у Беранама у мешовитом браку: наиме, Лепетићев отац је био Хрват, а мајка Црногорка. У свет филма је ушао доста касно, прву улогу глумио је са 36 година у филму 1964. године у филму „Смрт се одгађа до увече“, а задња улога пред смрт му је била у филму „Глуви барут“ 1990. године, по истоименом делу Бранка Ћопића. За живота је остварио улоге у 107 филмова и серија.
Позоришну каријеру је почео у Задарском казалишту, данашњој Хрватској казалишној кући. Од 1939. године живео је у Сарајеву где је похађао Драмски студио, а од 1953. године наступао је у Народном позоришту у Сарајеву. Био је такође члан позоришних ансамбала у Шибенику, Бујама, Задру, Загребу и Сплиту. Од 1968. године добио је статус слободног уметника, а пре тога у периоду од 1963 до 1968. године, био је стални члан сплитског Хрватског народног казалишта. Најширој југословенској гледалачкој публици је остао у сећању по маестралним тумачењима својих ликова у филмовима. Једна од његових најпознатијих улога је свакако она Ђуре Чворовића у Балканском шпијуну Душана Ковачевића. Поред ње истичу се и улоге председника месног одбора друга Радише у филму „О покојнику све најлепше“ режисера Предрага Антонијевића, садистичког усташе Гаврана у Зафрановићевој „Окупацији у 26 слика“, веселог економа Брке у серији „Капелски кресови“ Ивана Хетриха те осветољубивог и наивног Јуре Франића у филму Николе Бабића ”Луди дани” из 1977. за коју је добио Златну арену за споредну мушку улогу на Филмском фестивалу у Пули.
И други чланови породице Лепетић су се бавили глумом. Звонков брат Јозо и Звонкова жена Терезија су такође били глумци, али не тако успешни и познати као Звонко.
Преминуо је у Загребу 4. јануара 1991. године у 63. години живота.
Током живота, готово уопште се није појављивао у медијима и давао је мало интервјуа. У новембру 2005. године пласирао се 8. на листи „Најбољи хрватски глумац свих времена“ коју је саставио хрватски филмски часопис „Холивуд“.

## Филмографија
| Год.       | Назив                                         | Улога                     |
| ---------- | --------------------------------------------- | ------------------------- |
| 1960-е     |                                               |                           |
| 1964.      | Смрт се одгађа до увече                       |                           |
| 1966.      | Коњух планином                                |                           |
| 1967.      | Летови који се памте                          |                           |
| 1968.      | Јадранско море ватре                          |                           |
| 1967.      | Палма међу палмама                            | лучки радник              |
| 1969.      | Америчка јахта у Сплитској луци               | пошта                     |
| 1969.      | Љубав и понека псовка                         | Икан                      |
| 1969.      | Хокус-покус (Југославенско радно вријеме)     | Икан                      |
| 1970-е     |                                               |                           |
| 1970.      | Пут у рај                                     | заставник Бандера         |
| 1970.      | Моји драги добротвори                         | Матијаш                   |
| 1970.      | Дружба Пере Квржице                           |                           |
| 1971.      | Куда иду дивље свиње                          | шофер Љубо                |
| 1971.      | У гори расте зелен бор                        | Јура                      |
| 1972.      | Просјаци и синови                             | Ћопац                     |
| 1973.      | Пјетлов кљун                                  | Стево Бусола              |
| 1972.      | Путовање                                      |                           |
| 1972.      | Лов на јелене                                 | иследник Андрија          |
| 1972.      | Хармоника                                     |                           |
| 1972.      | У мрежи                                       |                           |
| 1972.      | Драмолет по Ћирибилију                        |                           |
| 1973.      | Живјети од љубави                             | Винко                     |
| 1974.      | Човик и по                                    | Марко                     |
| 1974.      | Депс                                          | каубој                    |
| 1974.      | Представа „Хамлета“ у Мрдуши Доњој            | Миле                      |
| 1974.      | Нож (кратки филм)                             |                           |
| 1975.      | Хитлер из нашег сокака                        | Заре                      |
| 1975.      | Кад пушке мирују                              |                           |
| 1975-1976. | Капелски кресови                              | економ                    |
| 1976.      | Ђовани                                        |                           |
| 1976.      | Шјора Николета                                |                           |
| 1976.      | Издаја                                        |                           |
| 1977.      | Летачи великог неба                           | Бачвар                    |
| 1977.      | Хајка                                         |                           |
| 1977.      | Мећава                                        | Тома                      |
| 1977.      | Луди дани                                     | Јуре Франић               |
| 1977.      | Акција стадион                                | стожерник Рубач           |
| 1977.      | Домаћи странац                                |                           |
| 1977.      | Човик и архитектура                           | Посцерина                 |
| 1977.      | Зашто је пиле жуто а кока није                |                           |
| 1978.      | Браво маестро                                 | Винко Катунић             |
| 1978.      | Окупација у 26 слика                          | Гавран                    |
| 1979.      | Новинар                                       | мајстор Звонко            |
| 1979.      | Свјетионик                                    | светионичар               |
| 1979.      | Књига другова                                 |                           |
| 1979.      | Повратак                                      |                           |
| 1979.      | Грозница                                      | Отац                      |
| 1979.      | Дај што даш                                   |                           |
| 1980-е     |                                               |                           |
| 1980.      | Шпијунска веза                                |                           |
| 1980.      | Пуном паром                                   | Лаци                      |
| 1980.      | Време, воде                                   | Питропот Медосан          |
| 1980.      | Понедјељак                                    |                           |
| 1981.      | Само једном се љуби                           |                           |
| 1981.      | Високи напон                                  | Ђуро                      |
| 1981.      | Јеленко                                       | Бариша                    |
| 1981.      | Гости из галаксије                            | лувар                     |
| 1981.      | Ситне игре                                    |                           |
| 1981.      | Краљевски воз                                 | машиновођа Божо           |
| 1981.      | Касно, натпоручниче!                          |                           |
| 1982.      | Невоље једног Бранимира                       | инспектор                 |
| 1982.      | Непокорени град                               |                           |
| 1982.      | Злочин у школи                                | професор биологије        |
| 1982.      | Мирис дуња                                    | Владо                     |
| 1982.      | Уцјена                                        |                           |
| 1982.      | Тамбураши                                     | Ђура Шокац                |
| 1982.      | Сервантес из Малог миста                      | Посцер Бомбиста / Андрија |
| 1983.      | Лажеш, Мелита                                 | комшија Ружић             |
| 1983.      | Престројавање                                 |                           |
| 1983.      | Мртви се не враћају (мини-серија)             |                           |
| 1983.      | Замке                                         | истражитељ ОЗН-е          |
| 1983.      | Медени мјесец                                 | Џек                       |
| 1983.      | Велики транспорт                              | Баћа                      |
| 1983.      | Писмо - Глава                                 |                           |
| 1983.      | Раде Кончар                                   |                           |
| 1984.      | О покојнику све најлепше                      | Радиша                    |
| 1984.      | Балкански шпијун                              | Ђура Чворовић             |
| 1984.      | Инспектор Винко                               | купац                     |
| 1984.      | Како се калио народ Горњег Јауковца           | Радиша Мрдак              |
| 1984.      | Дует за једну ноћ                             |                           |
| 1985.      | Хорватов избор                                | Пантелија Црнковић        |
| 1984.      | Дует за једну ноћ                             |                           |
| 1985.      | Од петка до петка                             |                           |
| 1985.      | Црвени и црни                                 | инжењер Ромеро            |
| 1985.      | Љубавна писма с предумишљајем                 | Макс                      |
| 1985.      | На истарски начин                             |                           |
| 1986.      | Вечерња звона                                 | усташа                    |
| 1986.      | Сиви дом                                      | Шиљин очух                |
| 1986.      | Мисија мајора Атертона                        |                           |
| 1986-1987. | Путовање у Вучјак                             | Пантелија Црнковић        |
| 1987.      | Надвожњак                                     |                           |
| 1987.      | Живот радника                                 |                           |
| 1987.      | Стратегија швраке                             |                           |
| 1987.      | Марјуча или смрт                              | Марин                     |
| 1988.      | Тридесет коња                                 |                           |
| 1988.      | Тајна манастирске ракије                      | морнар (лажни калуђер)    |
| 1988.      | Браћа по матери                               |                           |
| 1988.      | Вечерња звона                                 | усташа                    |
| 1988.      | Азра                                          | отац                      |
| 1989.      | Донатор                                       | Јохан Шулц                |
| 1989.      | Сеобе                                         | Витковић                  |
| 1989.      | Лео и Бригита                                 | господин Цикотић          |
| 1989.      | Кривда                                        | диспечер                  |
| 1989.      | Човјек који је знао гдје је сјевер а гдје југ | Јефто Чокорило            |
| 1990-е     |                                               |                           |
| 1990.      | Неуништиви                                    | Мирза Купусовић           |
| 1990.      | Глуви барут                                   | Тривунов брат Лазар       |
| 1990.      | Последњи валцер у Сарајеву                    | Васа Чабриновић           |
| 1990.      | Стратегија швраке                             |                           |
| 1992.      | Алекса Шантић                                 | аустроугарски заповедник  |